# 3154 Grant
3154 Grant este un asteroid din centura principală, descoperit pe 28 septembrie 1984 de Brian Skiff.